# ستار جبار الحلو
ستار جبار حلو الزهيري (2 كانون الثاني 1956 - ) هو رئيس ديانة الصابئة المندائيين في العراق والعالم، رتبته الدينية ريش أمة (ريشما)، ومعناها رئيس أمة. في سنة 2000 انتخب ستار جبار رئيساً لطائفة الصابئة المندائيين، وفي شهر حزيران سنة 2015 صدرَ مرسوم جمهوري لتعيين ستار جبار حلو متولياً على أوقاف طائفة الصابئة المندائية، وفي شهر أيار سنة 2022 أُعلنَ عن تجديد رئاسة ستار جبار للطائفة لدورة جديدة لمدة سبع سنوات.

## نشأته
وُلد في قضاء الكحلاء في محافظة ميسان ونشأ هناك ودرَسَ ثم في مدينة العمارة، ثم أكمل دراسته ببغداد، تخرج من المعهد الزراعي سنة 1978م وحصلَ على دبلوم في وقاية المزروعات وتربية النحل، التحق بالخدمة العسكرية في العراق أثناء حرب القادسية الثانية مع إيران بين سنة 1980 وسنة 1988.

## أعماله
عملَ في صياغة الذهب ثم عُني بشؤون المندائية ونالَ رتبة الترميذا سنة 1995، وفي سنة 1997 صار عضواً في المحكمة الشرعية المندائية ممثلاً لرجال الدين، وفي سنة 1998 رشّحَهُ المجلسُ الروحاني للطائفة المندائية ليصبح نائباً لرئيس طائفة الصابئة المندائية، وكان حيئنذٍ أيضاً رئيساً لتحرير مجلة هيمنوثا للمندائيين، وفي منتصف سنة 2000 انتخب لرئاسة الطائفة لمدة خمس سنوات، ثم عُدّل قرار مدته ليكون سبع سنوات، ومُنحَ لقب الكنزبرا، وفي سنة 2001 دعمَ ستار جبار ترجمة كتاب الكنز ربا إلى العربية.